# Save the Day
"Save the Day" é uma canção gravada pela cantora e compositora norte-americana Mariah Carey para o seu sétimo álbum de compilação, The Rarities (2020), co-composta pela própria juntamente com os colaboradores frequentes Jermaine Dupri e James "Big Jim" Wright. Devido à inclusão de uma amostra dos vocais de Lauryn Hill na versão do tema "Killing Me Softly with His Song" lançada pelo grupo Fugees em 1996, Hill foi igualmente creditada como vocalista em "Save the Day", e ambos Charles Fox e Norman Gimbel, compositores de "Killing Me Softly with His Song", foram novamente creditados como compositores. A produção e arranjos ficaram sob responsabilidade de Carey e Dupri. "Save the Day" foi divulgada pelas editoras discográficas Columbia e Legacy tanto em plataformas digitais como de streaming a partir de 21 de Agosto de 2020 como o primeiro single de The Rarities.

## Antecedentes e lançamento
The Rarities foi anunciado por Carey através de uma entevista para o programa de televisão matinal Good Morning America a 19 de Agosto de 2020. "Eu encontrei coisas no meu baú que ou comecei a trabalhar há muito tempo e nunca lancei ou quis completar a mistura. Há canções que nunca foram antes lançadas, então é entusiasmante. É uma ocasião monumental para a minha carreira. Estando nesta indústria por dois anos é muito duro mas, de algum jeito, sobrevivemos," expressou a artista. "Save the Day", anunciada como um dueto com a cantora Lauryn Hill, foi também revelada naquele dia, com data de lançamento prevista para 21 de Agosto seguinte.

## Créditos e pessoal
Os créditos seguintes foram adaptados do encarte do álbum The Rarities (2020):
- Mariah Carey — vocalista principal, vocais de apoio, música, letras, melodia, produção e arranjos
- Jermaine Dupri — letras, melodia, produção e arranjos
- James "Big Jim" Wright — letras, melodia
- Charles Fox — letras, melodia
- Norman Gimbel — letras, melodia

## Desempenho nas tabelas musicais
Na semana de 28 de Agosto de 2020, "Save the Day" foi a 36.ª canção mais comercializada digitalmente no Reino Unido e ainda a 46.ª mais comercializada apenas na Escócia, segundo o publicado pela The Official Charts Company.
| País Tabela musical (2020)                                    | Posição de pico |
| ------------------------------------------------------------- | --------------- |
| Escócia — Official Scottish Singles Sales Chart Top 100 (OCC) | 46              |
| Reino Unido — Singles Downloads Top 100 (OCC)                 | 36              |